# Ferdinand Berthelot
Pour les articles homonymes, voir Berthelot.
Ferdinand Berthelot est un peintre-sculpteur normand né à Blainville-Crevon (Seine-Inférieure) le 15 décembre 1862 et mort au même endroit le 4 février 1952. Il est particulièrement renommé pour ses paysages des environs de Rouen.

## Biographie

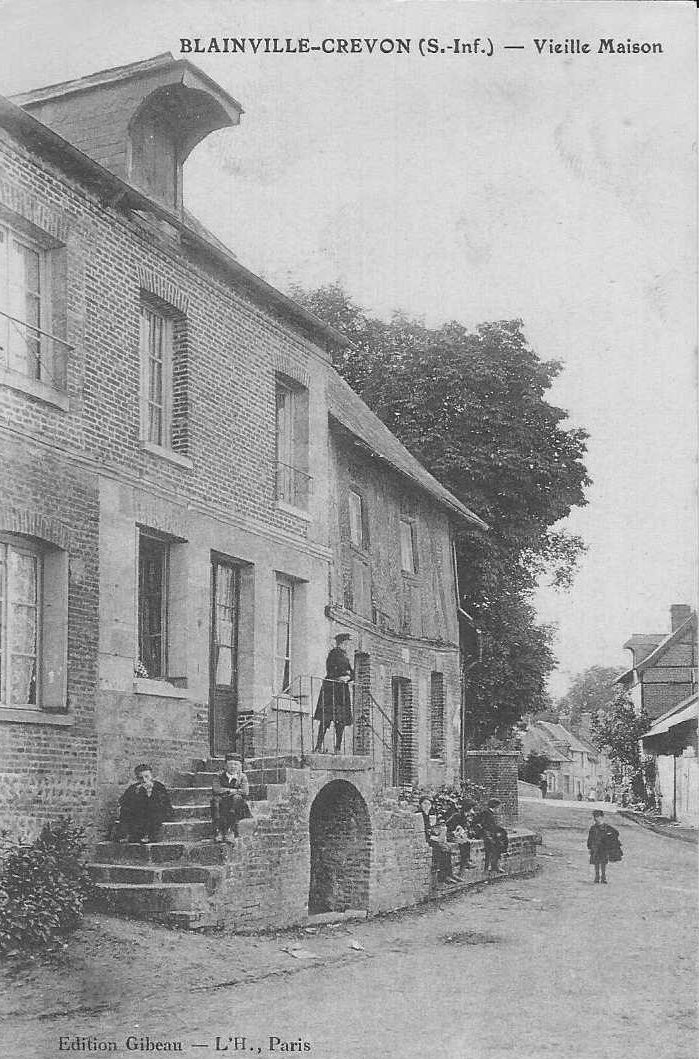
Maison natale de Ferdinand Berthelot (carte postale ancienne).

Il naît à Blainville dans une petite maison du bourg. Son père est serrurier, sa mère, lingère. D’origine modeste, ses études se limitent à l’école communale. D’abord clerc de notaire (saute-ruisseau), il démarre la peinture en suivant des cours du soir à l’École des Beaux-Arts de Rouen. Remarqué par ses professeurs, il reçoit une bourse de la ville de Rouen qui lui permet de se perfectionner à l’Académie Julian (1891). Il étudie dans l'atelier de Jean-Léon Gérôme.
Excellent marcheur, il parcourt la campagne autour de Rouen. Il travaille sur le motif, ou fait des croquis, parfois très avancés, qui l’aident à œuvrer dans son atelier. Son style figuratif et la qualité de ses esquisses permettent souvent d’identifier avec précision les lieux représentés. Il expose à Rouen et à Paris.
En 1896, il se lie d’amitié avec Francis Yard qu’il introduit auprès de ses amis de l’École de Rouen. Avec lui, d’autres peintres, tels Louvrier, Couchaux, ou Tirvert, Dumont et Pinchon, le journaliste Pierre Varenne, formeront un petit cénacle d’artistes qui se réunissaient souvent à Blainville.
Il était aussi sculpteur. On lui doit plusieurs monuments aux morts (Blainville-Crevon, Buchy) et des bustes, dont celui de Georges Dubosc, exposé boulevard de la Marne à Rouen.
Il est nommé officier d’Académie le 12 mars 1922. Les insignes lui sont remis par le député Maurice Nibelle.
N’ayant jamais fait fortune, il termine sa vie dans une maison, mise à sa disposition par la municipalité blainvillaise. Cette maison lui servait aussi d’atelier, et était partagée avec une des classes de l’école communale.

## Galerie

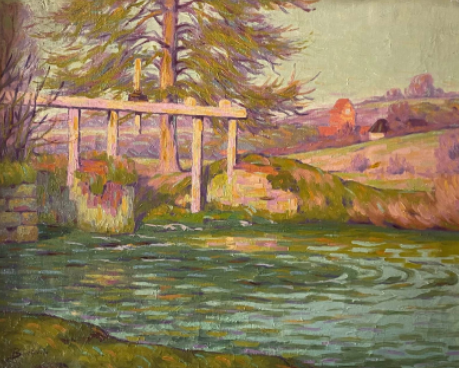
Le Clos-Réjouit (Catenay).
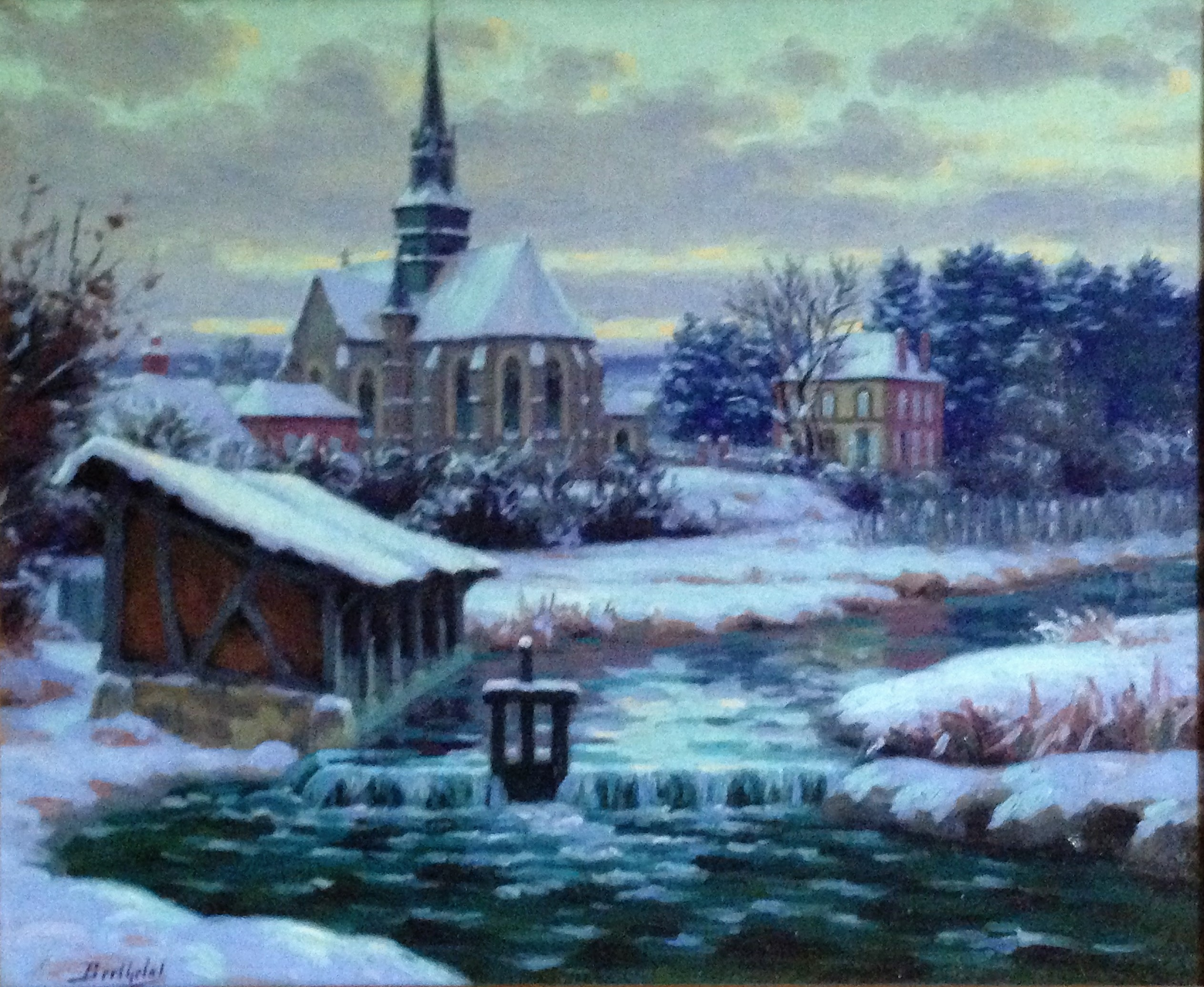
Le lavoir de Blainville (probablement décembre 1911).
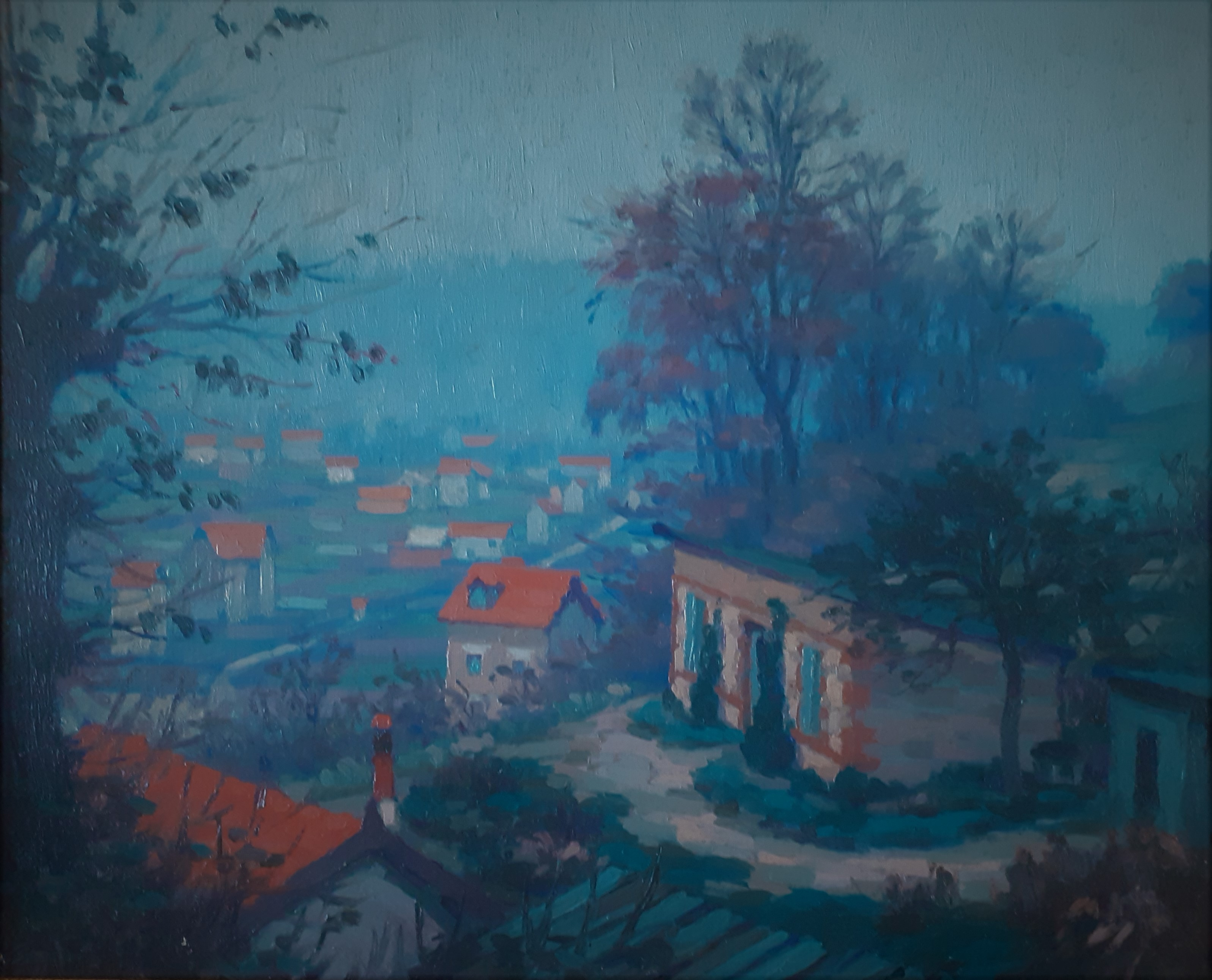
vue de Rouen depuis le Mont-Gargan (côte Sainte-Catherine).
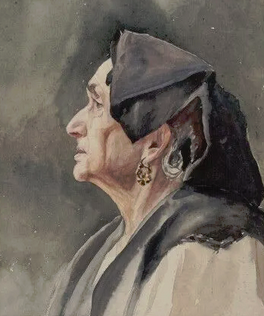
La mère de l'artiste (aquarelle).
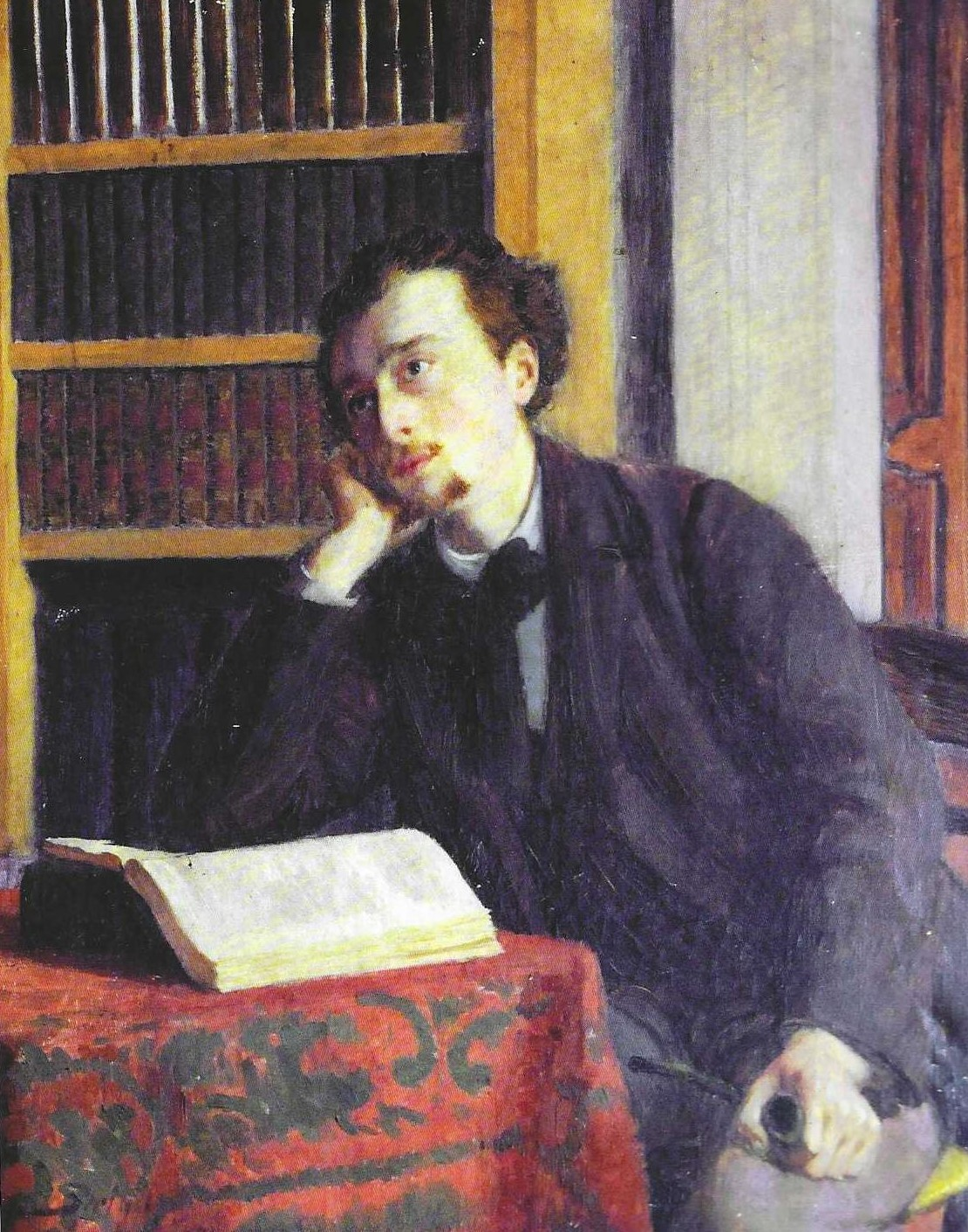
Francis Yard (vers 1900).
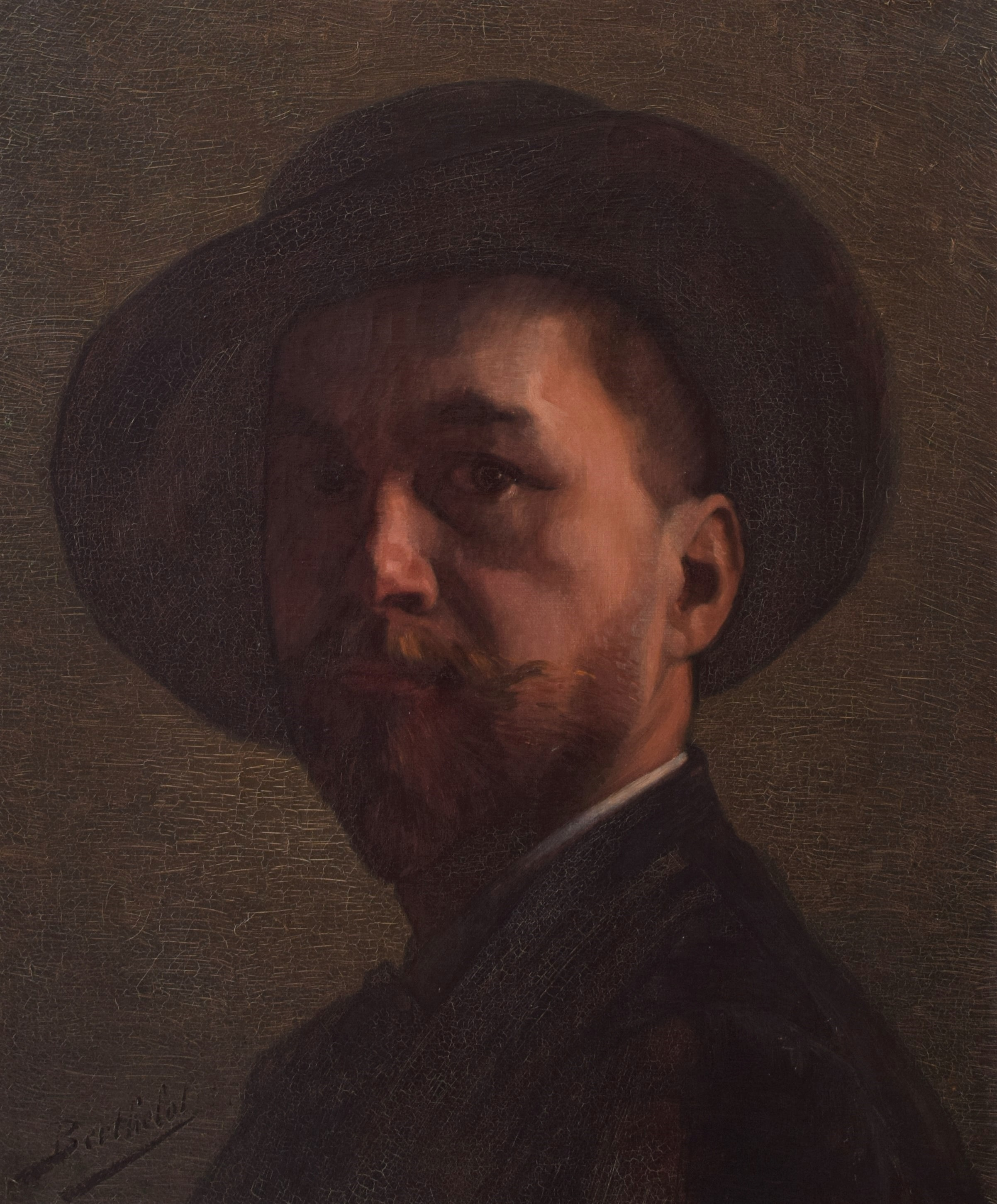
Autoportrait (vers 1920, collection particulière).
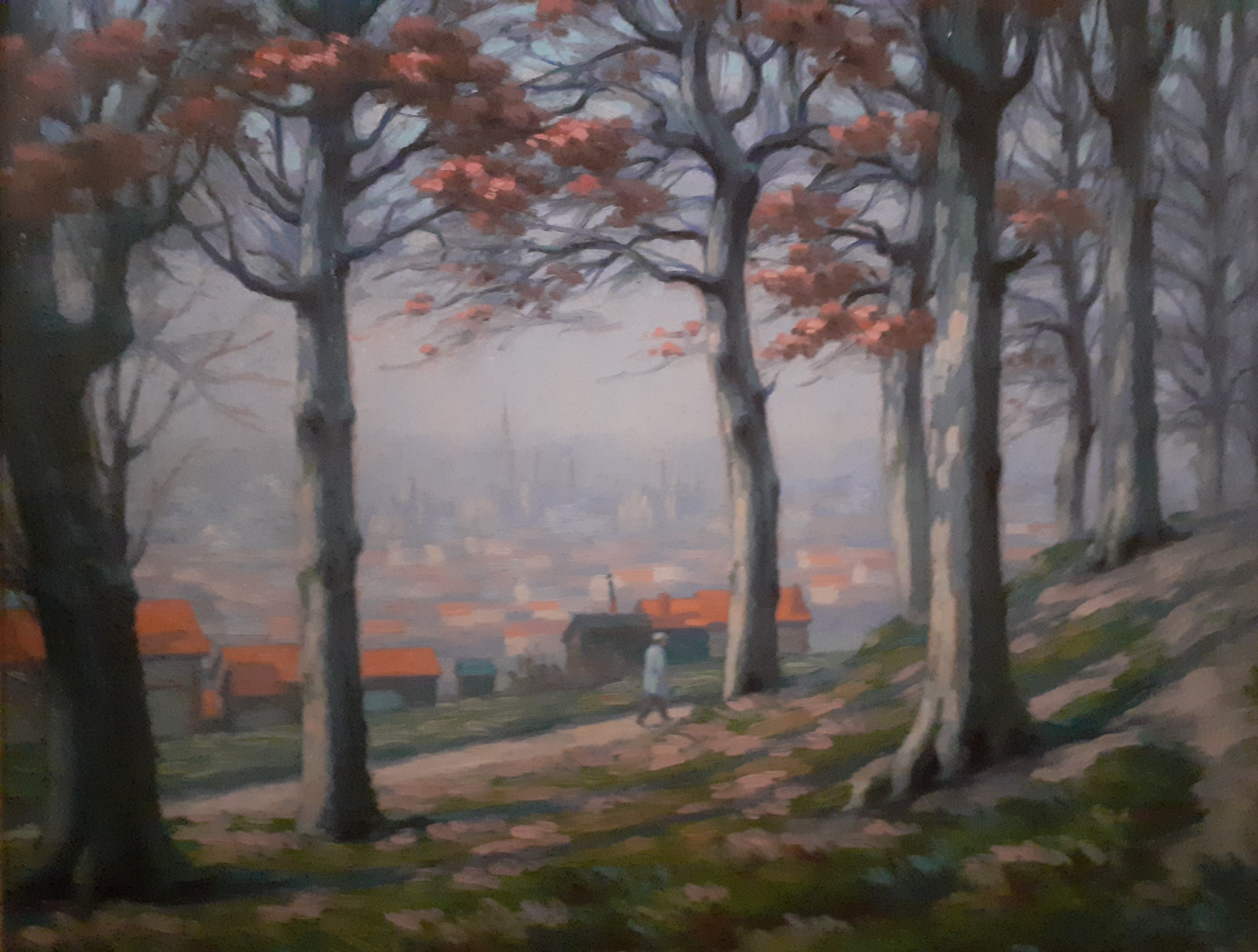
Vue de Rouen depuis le sentier des vallons (sous le Cimetière monumental, Nord).
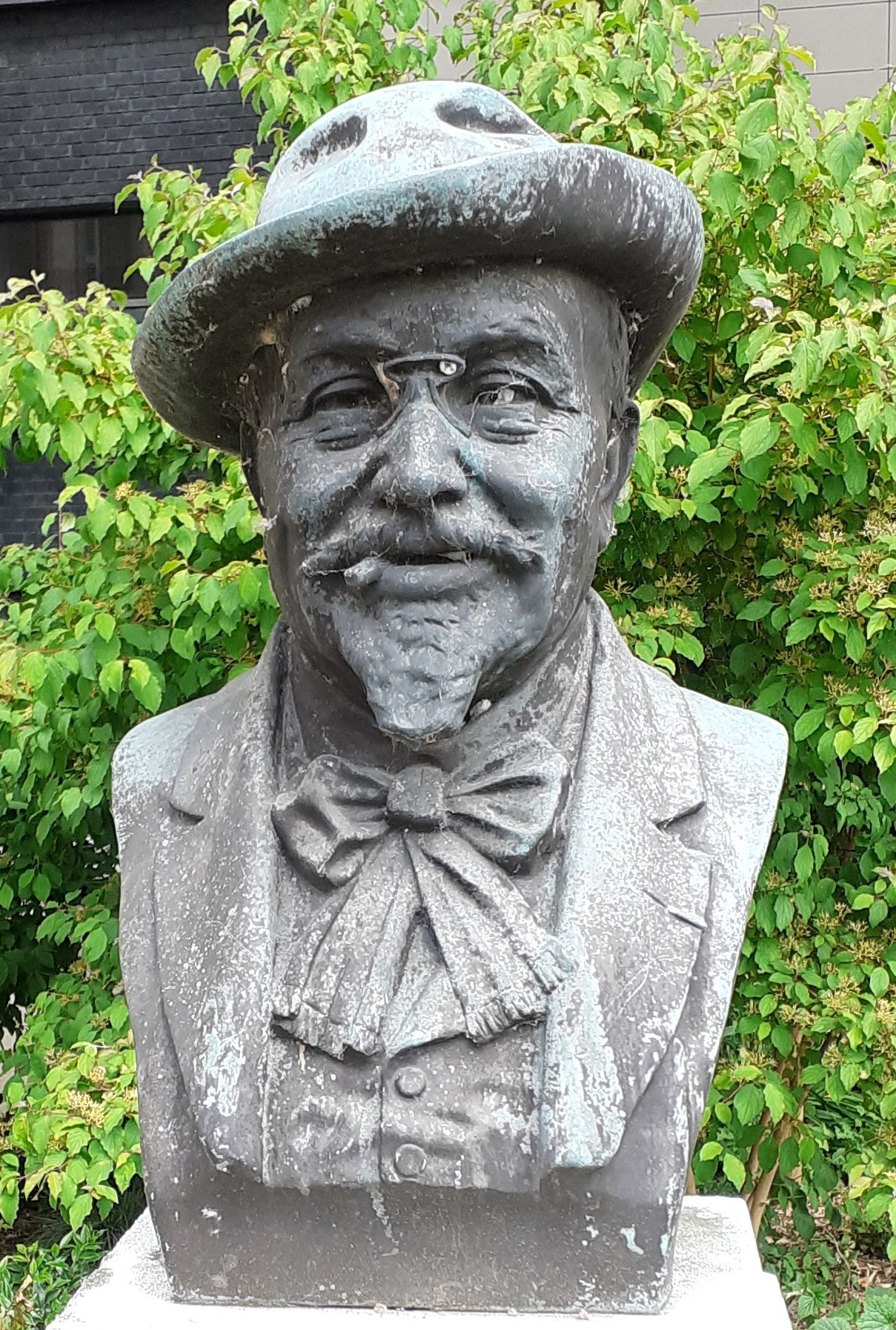
Georges Dubosc (monument[7] angle rue Bouquet et boulevard de la Marne, Rouen).
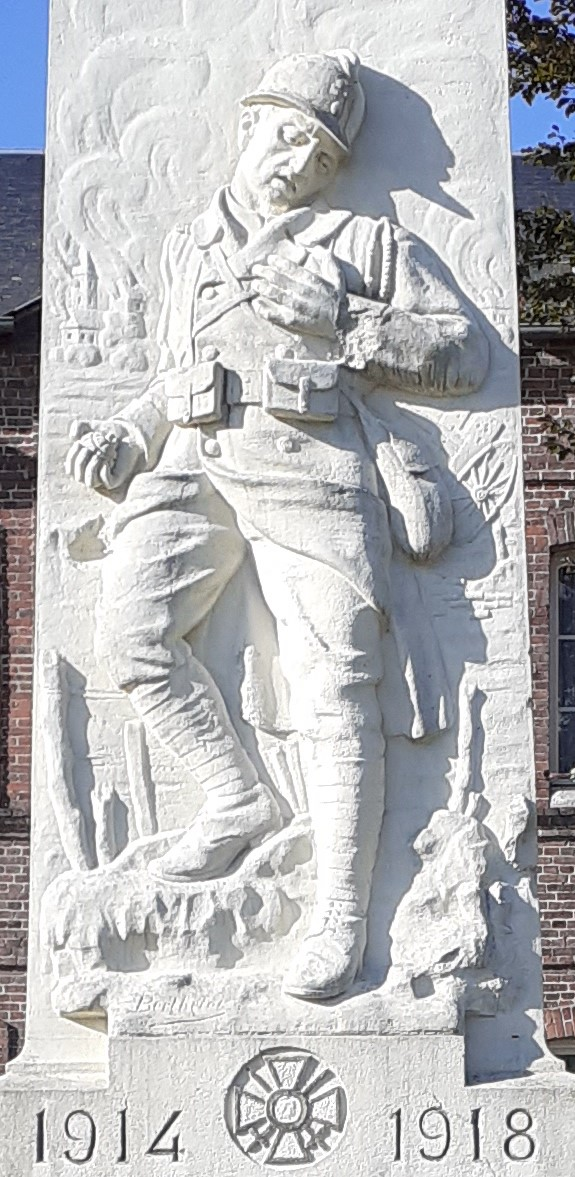
Monument aux morts de Blainville-Crevon[8].

## Distinctions
- Officier d'académie (1922)